# Ichneumon hinzi
Ichneumon hinzi är en stekelart som beskrevs av Heinrich 1972. Ichneumon hinzi ingår i släktet Ichneumon och familjen brokparasitsteklar. Inga underarter finns listade i Catalogue of Life.